# 邵洵美
邵洵美（1906年6月27日—1968年5月5日），原名邵云龙，有时使用浩文这个名字。祖籍浙江余姚，出生于上海。民国时期诗人、出版家、翻译家。“新月派”代表人物之一，狮吼社、中国笔会的成员。与作家刘呐鸥、穆时英同为“都市现代派”代表作家。

## 名字由来
邵洵美与表姐恋爱时，见《诗经》中《郑风·有女同车》中有“佩玉锵锵，洵美且都”句，内有表姐之名“佩玉”，于是也从中取“洵美”二字为自己的名字，以示爱慕。

## 生平

### 出身豪门：静安寺路道台府
邵洵美祖籍浙江余姚，于1906年6月27日（清光绪三十二年农历五月初六）出生于上海公共租界西区静安寺路124号（后改为400号、688弄同和里）（今南京西路688号，西到石门路，北到凤阳路）斜桥邵公馆（占地七亩，包括四幢洋房）。
他出身官宦世家。祖父邵友濂，是晚清一品大员，曾出使俄国，任上海道台、湖南巡抚、台湾巡抚。自1882年邵友濂出任上海道台时，邵家全家移居上海。外祖父盛宣怀是洋务运动重要人物和著名实业家。生父邵恒为邵友濂的次子，曾短期任岳父盛宣怀的轮船招商局督办。生母盛樨蕙是盛宣怀的庶女，排行第四（妾刁氏独女）。因长房的大伯父邵颐中年去世，其续弦史氏守节而无后，因此安排将邵恒的长子邵洵美过继給她。而邵颐元配夫人李氏，则是晚清重臣李鸿章的嗣女，李鸿章已故幼弟李昭庆的三女，已在生女兒邵畹香不久後病故。邵洵美有5个弟弟（邵云鹏、邵云骏、邵云麒、邵云麟、邵云骧），一个妹妹（邵云芝）。
邵洵美早年就读家塾，中学就读于用英文授课的圣约翰中学。那时他已经是小报跟踪的对象。16岁时，他被交际花白蓮陷害，卷入一场谋杀案，而被捕入狱三个月此后，他转入盛家创办的南洋路矿学校，1923年初毕业（17岁）。

### 留学剑桥
1925年，邵洵美赴英国留学，进入剑桥大学伊曼纽尔学院。先是就读于经济系，后接受出生于中国杭州的导师慕阿德牧师（Arther Christopher moule）的建议，改学英国文学。他在意大利那不勒斯登陆时，就醉心于古希腊女诗人莎孚。随后发现了莎孚的崇拜者，英国诗人史文朋（Algernon Charles Swinburne），此二人成为他的两个偶像。此后，他又接触到法国作家夏尔·波德莱尔和魏尔伦。
暑假期间，邵洵美前往巴黎左岸拉丁区，在国立高等美术学院进修学画人体写生。在那里，邵洵美与谢寿康、徐悲鸿、蒋碧薇、张道藩组成“天狗会”，义结金兰，又恋爱。“天狗会”的“大本营”是在地铁站旁的“别离”咖啡馆。也是在巴黎，邵洵美见到诗人徐志摩，两人成为至交。

### 初期：唯美诗人

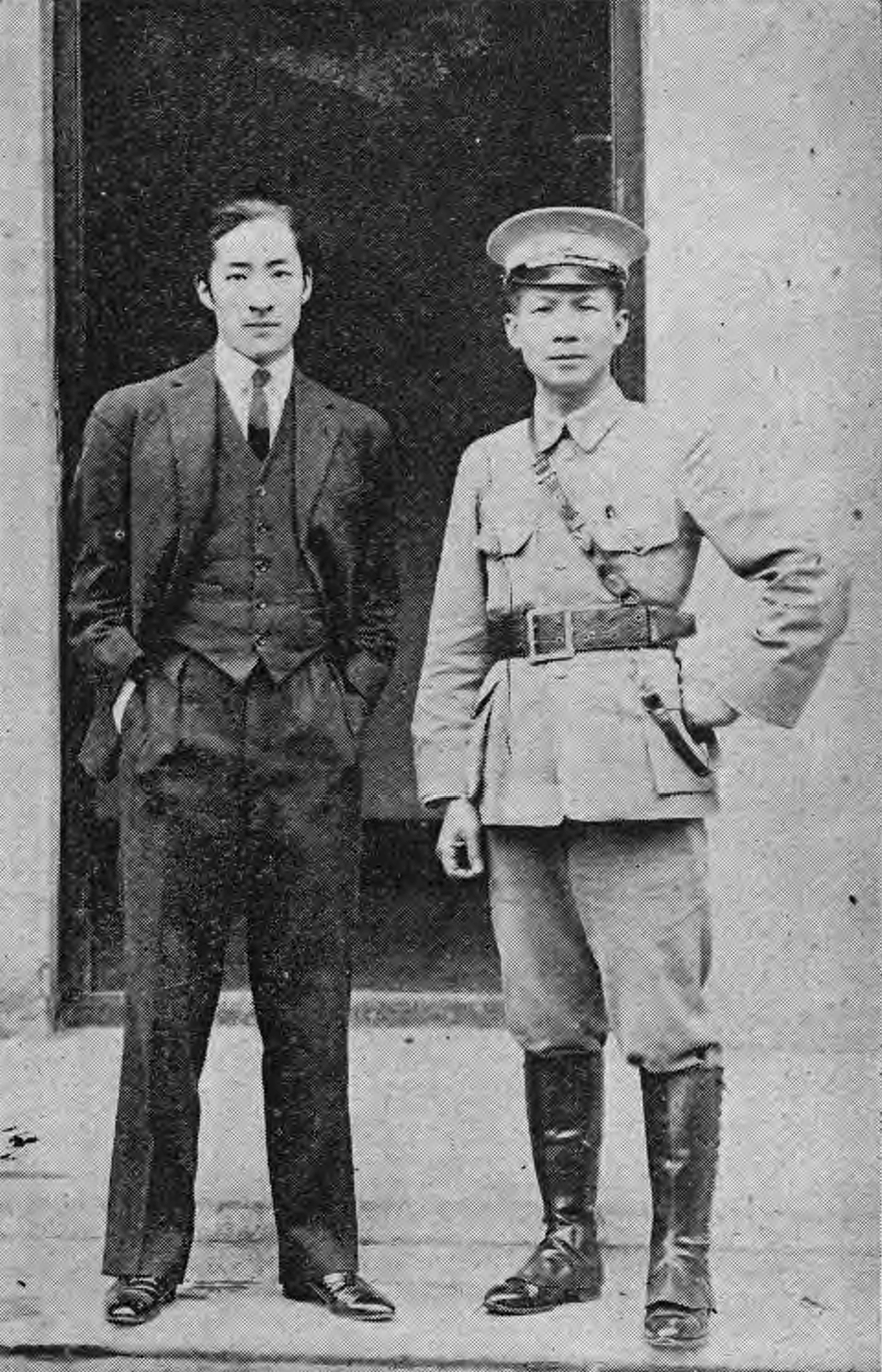
出任南京市政府祕書時與劉紀文之合照

1926年，嗣母史氏在牯岭路毓林里的数十幢出租房产遭遇火灾，洵美于是休学回国，处理家事，同时满足祖母柴老夫人“四世同堂”的愿望。邵洵美回国后，即与表姐盛佩玉结婚，时在1927年1月15日（农历腊月十二），时年20周岁，婚礼在卡尔登饭店举行。
1926年邵洵美回国后，加入滕固、章克标等人的狮吼社，主编《狮吼》杂志。1927年1月，邵洵美的第一部诗集《天堂与五月》由光华书局出版。他的英式诗风，华丽唯美。例如这首《莎茀》：
你这从花床中醒来的香气，

也像那处女的明月般裸体——

我又见你包着火血的肌肤，

你却像玫瑰般开在我心里。

同年4月，好友刘纪文出任首都南京特别市的首任市长，邀请邵洵美任南京市政府秘书，仅3个月就弃官回沪。

### 中期：海上赤佬搞出版

#### 金屋书店
1928年，邵洵美在静安寺路邵公馆对面自创金屋书店（得名于法文‘La Maison d’or’），开始自己独立出版书刊。邵洵美从事出版，专注理想，不以营利为目的。。自此开始，散尽万金，倾注全部心血和财力，投身出版事业22年之久（1928年到1950年），先后创办十余种刊物。（卞之琳说邵洵美办出版”赔完巨万家产”）
金屋书店的出版物效仿英国奥伯利·比亚兹莱设计的唯美主义杂志《黄面志》（Yellow Book），装帧设计追求唯美主义风格，古雅别致，选用米黄色的书纸，或重磅厚道林纸，书价昂贵。金屋书店的装潢风格，同样讲究典雅唯美,兼作文坛聚会的文艺沙龙。至此，中国文坛遂以邵洵美为核心，集结了一批唯美主义的作家群体。
当年，金屋书店出版邵洵美的第二本诗集《花一般的罪恶》，是《天堂和五月》的更新版本。，封面上是一朵纯黑色的花，标题是向夏尔·波德莱尔的《恶之花》致敬。1929年1月，邵洵美与章克标创办《金屋月刊》，它是邵洵美独立创办、编辑的第一个刊物。上面刊发了如下关于《花一般的罪恶》的唯美—颓废主义风格的广告：

沉寂的诗坛，久不闻到花般的芬芳。邵先生谁也认为最努力于诗的一人。他的诗格，是轻灵的，娇媚的，浓腻的，妖艳的，香喷的；而又狂纵的，大胆的——什么的都说的出来，人家所不能说不敢道的。简直首首是香迷心窍是灵葩，充满着春的气息，肉的甜香；包含着诱惑一切的伟大的魔力。真值得我们欣赏，赞叹，沉醉在他的诗境里边。
《花一般的罪恶》的“狂纵”“大胆”，立刻引起了文坛两极化的评价。
邵洵美的评论集《火与肉》也由金屋书店出版于1928年，书名得自于史文朋（Swinburne）的一句诗“双手火一般灼烧”。
邵洵美为人慷慨豪爽，乐善好施，常年诗酒朋侪，與徐志摩、郁達夫、林語堂、沈從文、施蛰存等人過從甚密，家中常高朋满座，“座上客常满，樽中酒不空。”人称文坛“孟尝君”。徐志摩與陸小曼結婚時，他為徐志摩、陸小曼作了一幅一隻壺一只杯的畫，題字為：“一個茶壺，一個茶杯，一個志摩，一個小曼”。加之家族嗜好赌博、鸦片，家里的经济状况日渐紧张。
1929年-1930年，斜桥邵府拆除老宅，改建为20幢新式里弄住宅同和里（静安寺路688弄），对外出租。然而所收租金，并不足以维持家族庞大的开支，以及偿还银行贷款。最终同和里归属公平洋行所有。1935年，邵家产业杨庆和银楼宣告倒闭。

#### 杨树浦
1932年初，邵洵美用出卖房产所得5万美金巨款，购置了中国唯一的德国进口全套影写版印刷设备，在濒临黄浦江的（上海公共租界东区）杨树浦路平凉路口的平凉路21号开设时代印刷厂。不久，他又将家也从市中心迁到工厂对面的麦克利克路（今临潼路）47号徐园居住。
邵洵美创办上海时代图书公司，先后推出《时代画报》、《时代漫画》（与张光宇合作）、《时代电影》，又接办《新月》(1928—1933，与徐志摩、梁实秋）、创办《诗刊》(1931—1933，与徐志摩)、《时事日报》（1932）、《论语》（1936-1937，与林语堂合作，形成论语派）、《万象》、《十日谈》（与章克标1933—1934，“给青年人有所泄愤场所”）、《人言》（1934-1936，与顾苍生“不说鬼话”）《声色画报》、《文学时代》等众多刊物，影响很大。
1933年萧伯納受國際筆會中國分會之邀赴上海，因筆會仅有名義而無經費，時任分會秘書的邵洵美自掏腰包四十六銀圆，在南京路（上海）功德林菜館点菜，送到宋庆龄寓所，招待吃素的萧伯納。但後來報紙報導赴宴的有蔡元培、宋慶龄、楊杏佛、魯迅、林語堂等，没提邵洵美。
1930年代，邵洵美虽与左翼文坛不睦，饱受批评，但仍然援救过胡也频（1931年）、丁玲夫妻和潘梓年。

#### 逃难霞飞路
1937年8月13日，淞沪会战突然爆发，邵洵美居住的杨树浦麦克利克路地处中日双方交战的地区。当天，全家仓促逃往上海法租界，安顿在霞飞路1802号花园别墅，与他的美国情人项美丽（1806号）为邻（今徐汇区淮海中路1754弄霞飞别墅内）。
孤岛时期的1938～1939年间，邵洵美和项美丽二人合作，主编《自由谭》（中文）和《直言评论》（英文，《Candid Comment》）两份月刊，宣传抗日。他们冒着巨大风险，在《直言评论》上连载毛泽东《论持久战》英文版（《大公报》记者，中共女地下党员杨刚，在霞飞路其美籍情人项美丽的住处翻译，序文为邵自译），又发行单行本500册。其中有四五十本是邵洵美冒着生命威胁，夜间开车，与王永禄一道，将书投进霞飞路、虹桥路一带洋人寓所的信箱。这本杂志受到日本特务机关的注意。法租界巡捕房中的朋友获得日本特务要暗殺邵洵美项美丽的消息后，派法国保镖前来保护，邵洵美买了手枪防身。1939年3月，《自由谭》《直言评论》被迫停刊，共出版6期。
二人还合作将沈从文的小说《边城》翻译成英文，在《天下月刊》发表。
1949年，《论语》因讽刺政府被勒令停刊。同年，邵洵美拒绝了胡适和叶公超的邀请，不愿迁台湾，留在上海。新政权征购了邵洵美的国内最先进的德国影写版印刷机，工人留用，印刷厂迁往北京，改办新华印刷厂，印刷《人民画报》。1950年初，邵洵美也迁居北京。但是不久，上海时代书局出版一部“托派分子”费尔-哈定的作品，受到《人民日报》一连7天的批判，出版社遭遇困境，被迫停止经营。邵洵美的出版事业就此结束。

### 晚期：晚景凄凉的编外翻译
邵洵美回到上海以后，曾在虹桥路试办化工厂，很快失败。1954年，夏衍介绍他为人民文学出版社的社外翻译，从事外国名著的翻译，包括马克吐温的《汤姆·莎耶侦探案》（1954）、盖斯凯尔夫人的《玛丽·巴顿》（1955）、泰戈尔的《两姐妹》、《家庭与世界》、《四章书》（1955年，未出版）、雪莱的诗剧《解放了的普罗米修斯》（1957）、长诗《麦布女王》、拜伦的长诗《青铜时代》和等作品。“译笔华美而熨帖，才气纵横”。
1958年10月，”反右运动”期间，邵洵美托叶灵凤从香港寄信给曾经的美国情人项美丽，要她将1000美金借款寄给在香港的弟弟邵云骧治病，落款Pan Heh-Ven（小说《潘先生》的主人公），结果以“历史反革命问题”被捕，关进提篮桥监狱四年，曾与复旦大学的文艺理论家贾植芳关押在同一囚室。家人户口也被迁出上海。1962年4月无罪释放。出狱时，身心健康已受严重摧残，罹患严重的肺原性心脏病，“骨瘦如柴”。仅存一间简陋小屋，与离婚的大儿子同住，夫妻分住在沪、宁两地。
文化大革命爆发后，稿费来源断绝，幸得施蛰存每月赠送50元维持生存。1968年5月5日，贫病交加的邵洵美在服用三天鸦片精后自杀身亡，死因为胃出血，享年62岁，留下许多债务。1985年2月，邵洵美“历史反革命案”正式平反，距他去世已有17年之久。
邵洵美埋葬在朱家角镇淀山湖归园东区A1分区第一排第12号。
墓碑上镌刻着他三十年代的诗作《你以为我是什么人》： 
你以为我是什么人？ 

是个浪子，是个财迷，是个书生，

是个想做官的，或是不怕死的英雄？ 

你错了，你全错了， 

我是个天生的诗人。

邵洵美晚年醉心于集邮、书法、绘画、篆刻，亦有所造诣。

## 家庭

### 妻
邵洵美的妻子為年长一岁的表姐盛佩玉（盛宣怀的孙女，长子盛昌颐的妾殷氏所生，但由盛昌颐正妻宗恒宜抚养）。1923年12月，17岁的邵洵美在《申报》上发表《白绒线马甲》，表达对盛佩玉的爱意。此后洵美为佩玉创作多首诗作，并为她改名。两人在1924年底邵洵美出国留学前订婚，邵洵美回国后于1927年1月15日在卡尔登饭店举行婚礼（不足21岁）。他们的结婚照刊登在《上海画报》的封面上，并配发文章《美玉婚渊记》。哈特形容盛佩玉为“花瓶妻子”（trophy wife）。 1958年邵洵美被捕入狱，盛佩玉曾被逐出上海，动员去甘肃落户，投奔在南京的女儿。盛佩玉成了街道居委会小组长，负责收电费、灭蚊蝇。1977年又迁居湖州，于1989年去世，享年84岁。

### 妾
陈茵眉，江苏溧阳人，1936年春19岁到邵家帮佣，后来被邵洵美纳为妾室，生了三男一女。1958年邵洵美被捕入狱，她也曾被逐出上海，回到溧阳农村。

### 子女
邵洵美、盛佩玉夫妇育有三子六女：
- 长子邵祖丞（邵潮，小美），曾就读于江湾岭南小学、世界学校，1950年代曾开专卖外国唱片的陕西南路永丰寄售行，后来担任圣芳济中学（时代中学）英语教师[26]，邵洵美被捕时，他也被发配农村劳动改造。出狱后，与他一同蜗居在亭子间里，文革中接受批斗，扫地出门，虽然住在胶州路亭子间里，仍被称为“上海滩最后的小开”[28]。
- 长女邵綃玉（小玉），1956年9月1日病故，年26岁。
- 次女邵綃紅（小红）生于1932年春节，一二八事变期间，就读于上海第二医科大学口腔系。1956年毕业分配到南京市口腔病防治所。
- 三女小小咪咪，三个月夭折
- 四女邵小珠，毕业于圣玛利亚女中，嫁給方平
- 五女邵小燕
- 六女邵阳（小多）生于1938年，南京工学院毕业，嫁给吴立岚，吴凯声大律师之子。1965任湖州水泥厂工程师。1987年调回上海。
- 次子小马，1958年邵洵美被捕后16岁考入青海轻工业学校
- 三子邵小罗

### 情人
邵洵美的美国情人项美丽（Emily Hahn），是美国《纽约客》杂志的专栏作家。1905年1月14日出生于圣路易斯的一个犹太人家庭。1935年，她来到上海，服务于《字林西报》。这一年4月12日，在花厅夫人弗丽茨夫人组织的万国艺术剧院的关于D·H·劳伦斯的讲座上，邵洵美结识项美丽。他们一见钟情，保持情人关系四年，在其江西路寓所公开同居，并为她取了这个中文名字。1937年八一三事变后，项美丽前往杨树浦日占区，抢运出邵洵美的德国进口影写版印刷设备和其他财产。“连一个螺丝钉也不缺。”。二人合作完成十几篇短篇小说，一部長篇小說，在美国发表，还合作翻译了沈从文的中篇小说《边城》，发表在英文杂志《天下》（T'ien Hsia Monthly）。，并出版抗日月刊《自由谭》与英文月刊《直言评论》(《Candid Comment》）。作为答谢，盛佩玉同意丈夫和她办理结婚手续，还按照纳妾的习俗，送给项美丽一对玉镯作为正室夫人的见面礼。1939年，项美丽开始着手写作她的成名作《宋氏三姐妹》，邵洵美牵线并陪她去香港，采访了曾是他五姨妈盛关颐英文老师的宋霭龄，但是没有再答应陪她去重庆继续采访宋美龄和宋庆龄。项美丽在重庆大轰炸后戒掉了鸦片，离开了上海，那时这段恋情已经结束 。1941年《宋氏三姐妹》出版后项美丽名声大噪。项美丽一生为《纽约客》写了许多文章，其中有四部故事题材取自邵洵美的生活，详细记录了她与邵洵美的爱情故事。 《潘先生》（Mr. Pan，1942年）一书中的“潘海文”（"Pan Heh-ven,"），《孙郎心路》（Steps of the Sun）中的孙云龙（Sun Yuin-loong），都是以邵洵美为原型。日本占领香港后，项美丽没有被关进集中营，因为她出示与邵洵美的结婚文书，用"纽约客"的塔拉斯·格雷斯科的话说，日本人把她当成了"荣誉亚洲人"。。项美丽后来在她的畅销回忆录《坏女孩遇到中国》（China to Me: A Partial Autobiography）中再次写到邵洵美，这次是用他的真名（"Sinmay Zau"）。项美丽写道：“我觉得中国没有邵洵美就不可爱了。”1997年2月18日，项美丽在美国纽约去世，享年92岁。

### 其他
邵洵美的五弟邵式军（1909年—1964年，原名邵雲麟，曾为汪精卫政府苏浙皖税统局局长，后转投新四军，1949年后任职于山东省财政厅，1958年以反革命罪被捕，死在劳改农场。

## 评价
徐志摩评价邵洵美说，“中国有个新诗人，是一百分的魏尔伦”。
章克标把邵洵美概括为三重人格的人：一是诗人，二是大少爷，三是出版家。他一生在这三个人格中穿梭往来，盘回反复，非常忙碌，又有调和。 
施蛰存则说：“洵美是个好人，富而不骄，贫而不丐。”
魯迅对邵洵美的富家公子身份和作品都颇有恶感，产生许多误解，常以文字批评，語帶譏諷：“有富岳家，有闊太太，用陪嫁錢，作文學資本”“开一只书店，拉几个作家，雇一些帮闲，出一种小报”，“捐做‘文学家’”。“邵洵美先生是所谓‘诗人’，又是有名的巨富‘盛宫保’的孙婿。但我以为作文人究竟和‘大出丧’有些不同，即使雇得一大群帮闲，开锣喝道，过后仍是一条空街。 然而富家儿总不免常常误解，以为钱可使鬼，就也可以通文。使鬼，大概是确的，也许还可以通神，但通文却不成，诗人邵洵美先生本身的诗便是证据。”。而邵洵美在1935年续写小说《珰女士》下篇时，也描写了个“不如他意他就恨你，一恨你就把你当成了死对头”的“周老头儿”，加以影射张新民：也说鲁迅与邵洵美,新文学史料 >2009年1期  页码：80-84。邵洵美自評：“我的文章是寫得不好，但实实在在是我自己寫的，魯迅先生在文章中说我是‘捐班’，是花錢雇人代寫的，這真是天大的誤會。我敬佩魯迅先生，但對他輕信謠言又感到遺憾！”
李欧梵说，“在中国现代文学的钦定历史里，邵洵美比大部分作家都不为人知，因为他最不符合有社会良知的五四作家之典型”。李欧梵认为邵洵美的诗歌具有一种“风格上的力量”，“大肆铺张了建筑在‘物’上的华美多彩的意象——天然或人工物品，尤其是花、植物、水和奇石”，表现出一种“缤纷的想象力”。
2015年左右，《中国的史文朋：邵洵美的《生活与艺术》（"A Chinese Swinburne: Shao Xunmei's Life and Art,"）一书的作者孙继成（Jicheng Sun）和哈尔·斯温达（Hal Swindall） 写道，“除了少数中国现代文学学者外，很少有人知道他；关于邵洵美的学术文章并不多，在中国出版的参考书提到他时仍只有寥寥几行，称为一个有颓废倾向的小诗人。”

## 著作
诗集：
- 《天堂与五月》，1927年1月，光华书局
- 《花一般的罪恶》，1928，金屋书店
- 《诗二十五首》，1936，时代

译作：
- 《一朵朵玫瑰》

理论著作集：
- 《火与肉》，金屋书店，1928.

散文集：
- 《一个人的谈话》

## 报刊杂志
邵洵美热衷出版事业，曾先后办过多种（约14种）报刊杂志：
- 《狮吼复活号》
- 《金屋》月刊
- 《时代画报》
- 《时代漫画》（与张光宇合作）
- 《时代电影》
- 《论语》
- 《自由谭》（刊名书体即由邵洵美所书）
- 《直言评论》（英语）

## 延伸阅读
英文:
- Emily Hahn（项美丽）：《潘先生》（Mr. Pan）.Doubleday (Garden City, New York), 1942.
- 项美丽：《孙郎心路》（Steps of the Sun）.
- 项美丽：《我的中国》（China to me）
- 项美丽：《时与地》（Time and Space）
- Hutt, Jonathan. "La Maison d'Or: The Sumptuous world of Shao Xunmei （页面存档备份，存于）." East Asian History 21, June 2001. pp 111–142.
- Ho Yeon Sung. "A Comparative Study of Shao Xunmei's Poetry."Ohio State University, 2003. - of Prof. Kirk Denton （页面存档备份，存于）

中文：
- 盛佩玉：《忆邵洵美》。文教资料，南京师范学院, 1982年第5期，47-72页
- 盛佩玉：《我和邵洵美》，《湖州师专学报》 , 1985年第2期
- 李广德：《邵洵美的诗与诗论》，《湖州师专学报》, 1985.22.

http://www.chinaheritagequarterly.org/features.php?searchterm=022_monstre.inc&issue=022 （页面存档备份，存于） -- ).
- 蘇雪林：颓加荡派的邵洵美 (二三十年代作家與作品).，广东出版社，台北，1980. p. 148-155.
- 文星：“頹廢詩人邵洵美”，明报(香港).1974-04-05.
- 章克标：《海上才子搞出版：记邵洵美》，《上海文史》, 1989年第2期，4-10页
- 林淇：《海上才子——邵洵美传》，上海人民出版社，2002年
- "邵洵美 一个被严重低估的文化人." 南方人物周刊. 2012年12月21日.  作者：李乃清
- 盛佩玉：《盛氏家族·邵洵美与我：盛佩玉的回忆》，人民文学出版社，2004年
- 邵绡红：《我的爸爸邵洵美》，上海书店出版社，2005年
- 王璞：《项美丽在上海》。